# Élections cantonales de 2004 dans les Hautes-Alpes
Les élections cantonales ont eu lieu les 21 et 28 mars 2004.
Lors de ces élections, 15 des 30 cantons des Hautes-Alpes ont été renouvelés. Elles ont vu l'élection de la majorité divers gauche dirigée par Auguste Truphème, président du conseil général, succédant à Alain Bayrou.

## Contexte départemental

### Assemblée départementale sortante
Il comprend 30 conseillers généraux issus des 30 cantons des Hautes-Alpes ; 15 d'entre eux sont renouvelables lors de ces élections.
| Parti                              | Sigle | Élus |
| ---------------------------------- | ----- | ---- |
| Majorité (18 sièges)               |       |      |
| Union pour un mouvement populaire  | UMP   | 10   |
| Divers droite                      | DVD   | 7    |
| Union pour la démocratie française | UDF   | 1    |
| Opposition (13 sièges)             |       |      |
| Parti socialiste                   | PS    | 5    |
| Divers gauche                      | DVG   | 4    |
| Divers                             | DIV   | 3    |
| Parti radical de gauche            | PRG   | 1    |
| Président du Conseil général       |       |      |
| Alain Bayrou (UMP)                 |       |      |

## Résultats à l’échelle du département

### Résultats départementaux
Répartition départementale des résultats (2e tour).
- PS (28,66 %)
- DVG (3,54 %)
- PRG (18,47 %)
- UDF (9,45 %)
- UMP (39,87 %)

| Étiquette      | Étiquette                           | Premier tour | Premier tour | Second tour | Second tour | Sièges |
| Étiquette      | Étiquette                           | Voix         | %            | Voix        | %           | Sièges |
| -------------- | ----------------------------------- | ------------ | ------------ | ----------- | ----------- | ------ |
|                | Parti socialiste                    | 7 550        | 21,93        | 5 605       | 28,66       | 6      |
|                | Parti radical de gauche             | 3 423        | 9,94         | 3 611       | 18,47       | 3      |
|                | Divers gauche                       | 2 078        | 6,04         | 693         | 3,54        | 0      |
|                | Parti communiste français           | 1 084        | 3,15         |             |             |        |
|                | Les Verts                           | 565          | 1,64         |             |             |        |
|                | Extrême gauche                      | 224          | 0,65         |             |             |        |
| Gauche         | Gauche                              | 14 924       | 43,36        | 9 909       | 50,68       | 9      |
|                |                                     |              |              |             |             |        |
|                | Union pour un mouvement populaire   | 11 536       | 33,51        | 7 797       | 39,87       | 4      |
|                | Union pour la démocratie française  | 2 881        | 8,37         | 1 848       | 9,45        | 1      |
|                | Front national                      | 2 623        | 7,62         |             |             |        |
|                | Divers droite                       | 2 269        | 6,59         |             |             | 1      |
|                | Chasse, pêche, nature et traditions | 189          | 0,55         |             |             |        |
| Droite         | Droite                              | 19 498       | 56,64        | 9 645       | 49,32       | 6      |
|                |                                     |              |              |             |             |        |
| Inscrits       | Inscrits                            | 49 739       | 100,00       | 28 326      | 100,00      |        |
| Abstentions    | Abstentions                         | 13 794       | 27,73        | 7 705       | 27,20       |        |
| Votants        | Votants                             | 35 945       | 72,27        | 20 621      | 72,80       |        |
| Blancs et nuls | Blancs et nuls                      | 1 523        | 4,24         | 1 067       | 5,17        |        |
| Exprimés       | Exprimés                            | 34 422       | 95,76        | 19 554      | 94,83       |        |

### Résultats en nombre de sièges
| Parti | Sièges mis en jeu | Élus | Évolution |
| ----- | ----------------- | ---- | --------- |
| UMP   | 7                 | 4    | -3        |
| PS    | 5                 | 6    | +1        |
| UDF   | 1                 | 1    | =         |
| PRG   | 1                 | 3    | +2        |
| DVD   | 1                 | 1    | =         |

### Assemblée générale à l'issue des élections
| Parti                              | Sigle | Sigle | Élus | Groupes                                       |
| ---------------------------------- | ----- | ----- | ---- | --------------------------------------------- |
| Majorité (15 sièges)               |       |       |      |                                               |
| Parti socialiste                   |       | PS    | 6    | Démocrates et républicains des Hautes-Alpes   |
| Divers gauche                      |       | DVG   | 5    | Démocrates et républicains des Hautes-Alpes   |
| Divers droite                      |       | DVD   | 2    | Démocrates et républicains des Hautes-Alpes   |
| Parti radical de gauche            |       | PRG   | 1    | Démocrates et républicains des Hautes-Alpes   |
| Indépendant                        |       | Ind.  | 1    | Démocrates et républicains des Hautes-Alpes   |
| Opposition (13 sièges)             |       |       |      |                                               |
| Union pour un mouvement populaire  |       | UMP   | 3    | Union pour les Hautes-Alpes                   |
| Divers droite                      |       | DVD   | 3    | Union pour les Hautes-Alpes                   |
| Union pour la démocratie française |       | UDF   | 1    | Union pour les Hautes-Alpes                   |
| Union pour un mouvement populaire  |       | UMP   | 4    | Démocrates pour le renouveau des Hautes-Alpes |
| Divers droite                      |       | DVD   | 2    | Démocrates pour le renouveau des Hautes-Alpes |
| Divers (2 sièges)                  |       |       |      |                                               |
| Sans étiquette                     |       | SE    | 2    | Non-inscrits                                  |
| Président du Conseil général       |       |       |      |                                               |
| Auguste Truphème (DVG)             |       |       |      |                                               |

### Élus par canton
| Canton                    | Conseiller sortant    | Parti | Parti | Conseiller élu        | Parti | Parti |
| ------------------------- | --------------------- | ----- | ----- | --------------------- | ----- | ----- |
| Aiguilles                 | Pierre Eymeoud        |       | UMP   | Jean-Claude Catala    |       | PRG   |
| Briançon-Nord             | Gérard Fromm          |       | PS    | Gérard Fromm          |       | PS    |
| Chorges                   | Bernard Allard-Latour |       | PS    | Bernard Allard-Latour |       | PS    |
| Gap-Centre                | Roger Didier          |       | PRG   | Roger Didier          |       | PRG   |
| Gap-Sud-Est               | Bernard Jaussaud      |       | PS    | Bernard Jaussaud      |       | PS    |
| L'Argentière-la-Bessée    | Raymond Marigne       |       | UMP   | Raymond Marigne       |       | UMP   |
| La Bâtie-Neuve            | Joël Bonnaffoux       |       | PS    | Joël Bonnaffoux       |       | PS    |
| Le Monêtier-les-Bains     | Pierre Bouvier        |       | UMP   | Alain Fardella        |       | PRG   |
| Rosans                    | Frédéric Pinet        |       | UMP   | Nicolas Rosin         |       | PS    |
| Saint-Bonnet-en-Champsaur | Jean-Yves Dusserre    |       | UMP   | Jean-Yves Dusserre    |       | UMP   |
| Saint-Firmin              | Robert Blache         |       | DVD   | Robert Blache         |       | DVD   |
| Savines-le-Lac            | Adrien Gleize         |       | UMP   | Victor Bérenguel      |       | UMP   |
| Serres                    | Michel Roy            |       | UMP   | Michel Roy            |       | UMP   |
| Tallard                   | Jean-Michel Arnaud    |       | UDF   | Jean-Michel Arnaud    |       | UDF   |
| Veynes                    | Louis Massot          |       | PS    | Louis Massot          |       | PS    |

## Résultats par canton

### Canton d'Aiguilles
| Candidat       | Candidat           | Parti          | Premier tour | Premier tour | Second tour | Second tour |
| Candidat       | Candidat           | Parti          | Voix         | %            | Voix        | %           |
| -------------- | ------------------ | -------------- | ------------ | ------------ | ----------- | ----------- |
|                | Pierre Eymeoud*    | UMP            | 424          | 30,14        | 705         | 49,06       |
|                | Jean-Claude Catala | PRG            | 287          | 20,40        | 732         | 50,94       |
|                | Claude Wursteisen  | PCF            | 255          | 18,12        | Retrait     | Retrait     |
|                | Josette Pittera    | UMP            | 169          | 12,01        |             |             |
|                | Jean Tonda         | DVD            | 141          | 10,02        |             |             |
|                | Michel Dechanet    | DVG            | 85           | 6,04         |             |             |
|                | Bernadette Commier | FN             | 46           | 3,27         |             |             |
|                |                    |                |              |              |             |             |
| Inscrits       | Inscrits           | Inscrits       | 1 903        | 100,00       | 1 902       | 100,00      |
| Abstention     | Abstention         | Abstention     | 460          | 24,17        | 388         | 20,40       |
| Votants        | Votants            | Votants        | 1 443        | 75,83        | 1 514       | 79,60       |
| Blancs et nuls | Blancs et nuls     | Blancs et nuls | 36           | 2,49         | 77          | 5,09        |
| Exprimés       | Exprimés           | Exprimés       | 1 407        | 97,51        | 1 437       | 94,91       |

*sortant

### Canton de Briançon-Nord
| Candidat       | Candidat             | Parti          | Premier tour | Premier tour | Second tour | Second tour |
| Candidat       | Candidat             | Parti          | Voix         | %            | Voix        | %           |
| -------------- | -------------------- | -------------- | ------------ | ------------ | ----------- | ----------- |
|                | Monique Estachy      | UMP            | 752          | 33,05        | 1 061       | 46,21       |
|                | Gérard Fromm*        | PS             | 713          | 31,34        | 1 235       | 53,79       |
|                | Michel Sylvestre     | DVD            | 262          | 11,52        |             |             |
|                | André Gili-Tos       | DVG            | 248          | 10,90        |             |             |
|                | Michel-Louis Pellion | FN             | 151          | 6,64         |             |             |
|                | André Garcia         | CPNT           | 97           | 4,26         |             |             |
|                | Laurent Clerc        | LO             | 52           | 2,29         |             |             |
|                |                      |                |              |              |             |             |
| Inscrits       | Inscrits             | Inscrits       | 3 517        | 100,00       | 3 517       | 100,00      |
| Abstention     | Abstention           | Abstention     | 1 146        | 32,58        | 1 052       | 29,91       |
| Votants        | Votants              | Votants        | 2 371        | 67,42        | 2 465       | 70,09       |
| Blancs et nuls | Blancs et nuls       | Blancs et nuls | 96           | 4,05         | 169         | 6,86        |
| Exprimés       | Exprimés             | Exprimés       | 2 275        | 95,95        | 2 296       | 93,14       |

*sortant

### Canton de Chorges
| Candidat       | Candidat               | Parti          | Premier tour | Premier tour |
| Candidat       | Candidat               | Parti          | Voix         | %            |
| -------------- | ---------------------- | -------------- | ------------ | ------------ |
|                | Bernard Allard-Latour* | PS             | 1 227        | 52,12        |
|                | Alain Durand           | UDF            | 950          | 40,41        |
|                | Marcel Silvestre       | FN             | 174          | 7,40         |
|                |                        |                |              |              |
| Inscrits       | Inscrits               | Inscrits       | 3 165        | 100,00       |
| Abstention     | Abstention             | Abstention     | 716          | 22,62        |
| Votants        | Votants                | Votants        | 2 449        | 77,38        |
| Blancs et nuls | Blancs et nuls         | Blancs et nuls | 98           | 4,00         |
| Exprimés       | Exprimés               | Exprimés       | 2 351        | 96,00        |

*sortant

### Canton de Gap-Centre
| Candidat       | Candidat                    | Parti          | Premier tour | Premier tour | Second tour | Second tour |
| Candidat       | Candidat                    | Parti          | Voix         | %            | Voix        | %           |
| -------------- | --------------------------- | -------------- | ------------ | ------------ | ----------- | ----------- |
|                | Roger Didier*               | PRG            | 970          | 30,35        | 1 308       | 39,55       |
|                | Jean-Pierre Jaubert         | PS             | 756          | 23,65        | 1 261       | 38,13       |
|                | Véronique Schreiber-Fabbian | UMP            | 611          | 19,12        | 738         | 22,32       |
|                | Michel Olivier              | Verts          | 318          | 9,95         |             |             |
|                | Jean Guiboud-Ribaud         | DVG            | 281          | 8,79         |             |             |
|                | Martine Lelievre-Maaziz     | FN             | 260          | 8,14         |             |             |
|                |                             |                |              |              |             |             |
| Inscrits       | Inscrits                    | Inscrits       | 5 170        | 100,00       | 5 170       | 100,00      |
| Abstention     | Abstention                  | Abstention     | 1 839        | 35,57        | 1 706       | 33,00       |
| Votants        | Votants                     | Votants        | 3 331        | 64,43        | 3 464       | 67,00       |
| Blancs et nuls | Blancs et nuls              | Blancs et nuls | 135          | 4,05         | 157         | 4,53        |
| Exprimés       | Exprimés                    | Exprimés       | 3 196        | 95,95        | 3 307       | 95,47       |

*sortant

### Canton de Gap-Sud-Est
| Candidat       | Candidat              | Parti          | Premier tour | Premier tour | Second tour | Second tour |
| Candidat       | Candidat              | Parti          | Voix         | %            | Voix        | %           |
| -------------- | --------------------- | -------------- | ------------ | ------------ | ----------- | ----------- |
|                | Bernard Jaussaud*     | PS             | 1 347        | 38,32        | 2 064       | 57,56       |
|                | Daniel Galland        | UMP            | 762          | 21,68        | 1 522       | 42,44       |
|                | Mireille d'Ornano     | FN             | 457          | 13,00        |             |             |
|                | Jean-Francois Rebiffé | UMP            | 369          | 10,50        |             |             |
|                | Alain Tron            | UDF            | 300          | 8,53         |             |             |
|                | Bernard Mascarelli    | PCF            | 187          | 5,32         |             |             |
|                | Jean-Pierre Blache    | Verts          | 93           | 2,65         |             |             |
|                |                       |                |              |              |             |             |
| Inscrits       | Inscrits              | Inscrits       | 5 986        | 100,00       | 5 986       | 100,00      |
| Abstention     | Abstention            | Abstention     | 2 285        | 38,17        | 2 106       | 35,18       |
| Votants        | Votants               | Votants        | 3 701        | 61,83        | 3 880       | 64,82       |
| Blancs et nuls | Blancs et nuls        | Blancs et nuls | 186          | 5,03         | 294         | 7,58        |
| Exprimés       | Exprimés              | Exprimés       | 3 515        | 94,97        | 3 586       | 92,42       |

*sortant

### Canton de L'Argentière-la-Bessée
| Candidat       | Candidat         | Parti          | Premier tour | Premier tour |
| Candidat       | Candidat         | Parti          | Voix         | %            |
| -------------- | ---------------- | -------------- | ------------ | ------------ |
|                | Raymond Marigne* | UMP            | 1 819        | 56,00        |
|                | Jean-Luc Antoni  | DVG            | 1 126        | 34,67        |
|                | Vincent Moghli   | FN             | 175          | 5,39         |
|                | Pierre Billiard  | UDF            | 128          | 3,94         |
|                |                  |                |              |              |
| Inscrits       | Inscrits         | Inscrits       | 4 719        | 100,00       |
| Abstention     | Abstention       | Abstention     | 1 330        | 28,18        |
| Votants        | Votants          | Votants        | 3 389        | 71,82        |
| Blancs et nuls | Blancs et nuls   | Blancs et nuls | 141          | 4,16         |
| Exprimés       | Exprimés         | Exprimés       | 3 248        | 95,84        |

*sortant

### Canton de La Bâtie-Neuve
| Candidat       | Candidat              | Parti          | Premier tour | Premier tour |
| Candidat       | Candidat              | Parti          | Voix         | %            |
| -------------- | --------------------- | -------------- | ------------ | ------------ |
|                | Joël Bonnaffoux*      | PS             | 1 317        | 56,07        |
|                | Gaston Disdier        | UMP            | 789          | 33,59        |
|                | Monique Le Gourrierec | FN             | 243          | 10,34        |
|                |                       |                |              |              |
| Inscrits       | Inscrits              | Inscrits       | 3 103        | 100,00       |
| Abstention     | Abstention            | Abstention     | 646          | 20,82        |
| Votants        | Votants               | Votants        | 2 457        | 79,18        |
| Blancs et nuls | Blancs et nuls        | Blancs et nuls | 108          | 4,40         |
| Exprimés       | Exprimés              | Exprimés       | 2 349        | 95,60        |

*sortant

### Canton du Monêtier-les-Bains
| Candidat       | Candidat        | Parti          | Premier tour | Premier tour | Second tour | Second tour |
| Candidat       | Candidat        | Parti          | Voix         | %            | Voix        | %           |
| -------------- | --------------- | -------------- | ------------ | ------------ | ----------- | ----------- |
|                | Jean Favier     | UMP            | 650          | 33,03        | 1 001       | 49,65       |
|                | Alain Fardella  | PRG            | 637          | 32,37        | 1 015       | 50,35       |
|                | Pierre Bouvier* | UMP            | 504          | 25,61        | Retrait     | Retrait     |
|                | Laurent Blache  | FN             | 127          | 6,45         |             |             |
|                | Grégory Alphand | DVD            | 50           | 2,54         |             |             |
|                |                 |                |              |              |             |             |
| Inscrits       | Inscrits        | Inscrits       | 3 184        | 100,00       | 3 184       | 100,00      |
| Abstention     | Abstention      | Abstention     | 1 091        | 34,27        | 1 005       | 31,56       |
| Votants        | Votants         | Votants        | 2 093        | 65,73        | 2 179       | 68,44       |
| Blancs et nuls | Blancs et nuls  | Blancs et nuls | 125          | 5,97         | 163         | 7,48        |
| Exprimés       | Exprimés        | Exprimés       | 1 968        | 94,03        | 2 016       | 92,52       |

*sortant

### Canton de Rosans
| Candidat       | Candidat        | Parti          | Premier tour | Premier tour | Second tour | Second tour |
| Candidat       | Candidat        | Parti          | Voix         | %            | Voix        | %           |
| -------------- | --------------- | -------------- | ------------ | ------------ | ----------- | ----------- |
|                | Nicolas Rosin   | PS             | 223          | 27,46        | 292         | 34,19       |
|                | Gérard Tenoux   | UDF            | 206          | 25,37        | 270         | 31,62       |
|                | Frédéric Pinet* | UMP            | 193          | 23,77        | 292         | 34,19       |
|                | Yves Rabasse    | CPNT           | 92           | 11,33        |             |             |
|                | Raymond Lecler  | DVD            | 55           | 6,77         |             |             |
|                | Jean Gaudin     | FN             | 22           | 2,71         |             |             |
|                | Gérard Joubert  | DVD            | 21           | 2,59         |             |             |
|                |                 |                |              |              |             |             |
| Inscrits       | Inscrits        | Inscrits       | 975          | 100,00       | 975         | 100,00      |
| Abstention     | Abstention      | Abstention     | 149          | 15,28        | 106         | 10,87       |
| Votants        | Votants         | Votants        | 826          | 84,72        | 869         | 89,13       |
| Blancs et nuls | Blancs et nuls  | Blancs et nuls | 14           | 1,69         | 15          | 1,73        |
| Exprimés       | Exprimés        | Exprimés       | 812          | 98,31        | 854         | 98,27       |

*sortant

### Canton de Saint-Bonnet-en-Champsaur
| Candidat       | Candidat            | Parti          | Premier tour | Premier tour |
| Candidat       | Candidat            | Parti          | Voix         | %            |
| -------------- | ------------------- | -------------- | ------------ | ------------ |
|                | Jean-Yves Dusserre* | UMP            | 2 080        | 51,50        |
|                | Claire Bouchet      | PRG            | 1 162        | 28,74        |
|                | Émile Giuglaris     | PCF            | 423          | 10,46        |
|                | Michel d'Ornano     | FN             | 376          | 9,30         |
|                |                     |                |              |              |
| Inscrits       | Inscrits            | Inscrits       | 5 517        | 100,00       |
| Abstention     | Abstention          | Abstention     | 1 309        | 23,73        |
| Votants        | Votants             | Votants        | 4 208        | 76,27        |
| Blancs et nuls | Blancs et nuls      | Blancs et nuls | 165          | 3,92         |
| Exprimés       | Exprimés            | Exprimés       | 4 043        | 96,08        |

*sortant

### Canton de Saint-Firmin
| Candidat       | Candidat         | Parti          | Premier tour | Premier tour |
| Candidat       | Candidat         | Parti          | Voix         | %            |
| -------------- | ---------------- | -------------- | ------------ | ------------ |
|                | Robert Blache*   | DVD            | 931          | 89,52        |
|                | Jacqueline André | FN             | 109          | 10,48        |
|                |                  |                |              |              |
| Inscrits       | Inscrits         | Inscrits       | 1 637        | 100,00       |
| Abstention     | Abstention       | Abstention     | 452          | 27,61        |
| Votants        | Votants          | Votants        | 1 185        | 72,39        |
| Blancs et nuls | Blancs et nuls   | Blancs et nuls | 145          | 12,24        |
| Exprimés       | Exprimés         | Exprimés       | 1 040        | 87,76        |

*sortant

### Canton de Savines-le-Lac
| Candidat       | Candidat         | Parti          | Premier tour | Premier tour | Second tour | Second tour |
| Candidat       | Candidat         | Parti          | Voix         | %            | Voix        | %           |
| -------------- | ---------------- | -------------- | ------------ | ------------ | ----------- | ----------- |
|                | Victor Bérenguel | UMP            | 448          | 42,02        | 565         | 50,40       |
|                | Valérie Rossi    | PRG            | 367          | 34,43        | 556         | 49,60       |
|                | Bernard Pavie    | DVD            | 109          | 10,23        |             |             |
|                | André Albrand    | FN             | 54           | 5,07         |             |             |
|                | Geneviève Darras | DVG            | 46           | 4,32         |             |             |
|                | Gérard Ladoux    | PCF            | 42           | 3,94         |             |             |
|                |                  |                |              |              |             |             |
| Inscrits       | Inscrits         | Inscrits       | 1 413        | 100,00       | 1 411       | 100,00      |
| Abstention     | Abstention       | Abstention     | 321          | 22,72        | 262         | 18,57       |
| Votants        | Votants          | Votants        | 1 092        | 77,28        | 1 149       | 81,43       |
| Blancs et nuls | Blancs et nuls   | Blancs et nuls | 26           | 2,38         | 28          | 2,44        |
| Exprimés       | Exprimés         | Exprimés       | 1 066        | 97,62        | 1 121       | 97,56       |

### Canton de Serres
| Candidat       | Candidat            | Parti          | Premier tour | Premier tour | Second tour | Second tour |
| Candidat       | Candidat            | Parti          | Voix         | %            | Voix        | %           |
| -------------- | ------------------- | -------------- | ------------ | ------------ | ----------- | ----------- |
|                | Michel Roy*         | UMP            | 619          | 39,83        | 870         | 55,66       |
|                | Robert Nunies       | DVG            | 292          | 18,79        | 693         | 44,34       |
|                | Roger Louis-Palluel | PS             | 252          | 16,22        | Retrait     | Retrait     |
|                | André Auberic       | PCF            | 177          | 11,39        |             |             |
|                | Jocelyn Mathieu     | UDF            | 135          | 8,69         |             |             |
|                | Madeleine Moghli    | FN             | 79           | 5,08         |             |             |
|                |                     |                |              |              |             |             |
| Inscrits       | Inscrits            | Inscrits       | 2 020        | 100,00       | 2 019       | 100,00      |
| Abstention     | Abstention          | Abstention     | 427          | 21,14        | 380         | 18,82       |
| Votants        | Votants             | Votants        | 1 593        | 78,86        | 1 639       | 81,18       |
| Blancs et nuls | Blancs et nuls      | Blancs et nuls | 39           | 2,45         | 76          | 4,64        |
| Exprimés       | Exprimés            | Exprimés       | 1 554        | 97,55        | 1 563       | 95,36       |

*sortant

### Canton de Tallard
| Candidat       | Candidat            | Parti          | Premier tour | Premier tour | Second tour | Second tour |
| Candidat       | Candidat            | Parti          | Voix         | %            | Voix        | %           |
| -------------- | ------------------- | -------------- | ------------ | ------------ | ----------- | ----------- |
|                | Jean-Michel Arnaud* | UDF            | 1 162        | 35,00        | 1 578       | 46,77       |
|                | Roger Grimaud       | UMP            | 772          | 23,25        | 1 043       | 30,91       |
|                | Claude Vial         | UMP            | 573          | 17,26        | Retrait     | Retrait     |
|                | Remy Oddou          | PS             | 490          | 14,76        | 753         | 22,32       |
|                | Joël Reis           | FN             | 169          | 5,09         |             |             |
|                | Bernard Derbez      | Verts          | 154          | 4,64         |             |             |
|                |                     |                |              |              |             |             |
| Inscrits       | Inscrits            | Inscrits       | 4 161        | 100,00       | 4 162       | 100,00      |
| Abstention     | Abstention          | Abstention     | 766          | 18,41        | 700         | 16,82       |
| Votants        | Votants             | Votants        | 3 395        | 81,59        | 3 462       | 83,18       |
| Blancs et nuls | Blancs et nuls      | Blancs et nuls | 75           | 2,21         | 88          | 2,54        |
| Exprimés       | Exprimés            | Exprimés       | 3 320        | 97,79        | 3 374       | 97,46       |

*sortant

### Canton de Veynes
| Candidat       | Candidat         | Parti          | Premier tour | Premier tour |
| Candidat       | Candidat         | Parti          | Voix         | %            |
| -------------- | ---------------- | -------------- | ------------ | ------------ |
|                | Louis Massot*    | PS             | 1 225        | 53,78        |
|                | Serge Eysseric   | DVD            | 700          | 30,73        |
|                | Pierre Laurent   | FN             | 181          | 7,95         |
|                | Jean-Claude Illy | LO             | 172          | 7,55         |
|                |                  |                |              |              |
| Inscrits       | Inscrits         | Inscrits       | 3 269        | 100,00       |
| Abstention     | Abstention       | Abstention     | 857          | 26,22        |
| Votants        | Votants          | Votants        | 2 412        | 73,78        |
| Blancs et nuls | Blancs et nuls   | Blancs et nuls | 134          | 5,56         |
| Exprimés       | Exprimés         | Exprimés       | 2 278        | 94,44        |

*sortant